# Алфёров, Жорес Иванович
Жоре́с Ива́нович Алфёров (бел. Жарэс Іванавіч Алфёраў; 15 марта 1930[…], Витебск — 1 марта 2019[…], Санкт-Петербург) — советский и российский учёный-физик, родом из Белорусской ССР. Политический деятель.
Лауреат Нобелевской премии по физике (2000 год, за разработку полупроводниковых гетероструктур и создание быстрых опто- и микроэлектронных компонентов).
Вице-президент РАН с 1991 по 2017 год. Председатель Президиума Санкт-Петербургского научного центра РАН.
Член-корреспондент АН СССР (1972), Академик АН СССР (1979), Академик РАН (1991).
Заслуженный энергетик Российской Федерации (1996). Лауреат Ленинской премии (1972), Государственной премии СССР (1984), Государственной премии Российской Федерации (2001). Орден Ленина (1986). Полный кавалер ордена «За заслуги перед Отечеством».
Иностранный член Национальной академии наук США (1990) и Национальной инженерной академии США (1990), Корейской академии наук и технологий (1995), Китайской академии наук, Польской академии наук (1988), член Академий наук Республики Беларусь (1995), Молдовы (2000), Азербайджана (2004), почётный член Национальной академии наук Армении (2011).
Член КПСС. Депутат Государственной думы Федерального Собрания РФ II—VII созывов (1995—2019). В 1989 году был избран народным депутатом СССР от АН СССР, в декабре 1995 года Алфёров был избран в Государственную думу второго созыва от движения «Наш дом — Россия»; в 1999, 2003, 2007, 2011, 2016 годах переизбирался депутатом Госдумы РФ по партийным спискам КПРФ, не являясь членом партии.

## Биография
Жорес Алфёров родился утром 15 марта 1930 года в городе Витебск в БССР в белорусско-еврейской семье. Отец будущего учёного Иван Карпович Алфёров (1894—1982) родился в Чашниках, мать Анна Владимировна Розенблюм (1900—1982) происходила из местечка Крайск (ныне Логойский район Минской области Беларуси). Отец Алфёрова служил унтер-офицером 4-го гусарского Мариупольского полка. Воевал практически всю войну на Северо-Западном фронте, имел Георгиевский крест. После Февральской революции стал активным борцом против продолжения войны. В июле 1917 года за антивоенную агитацию он был арестован и посажен в Двинскую крепость. Сразу после освобождения в сентябре стал членом РСДРП(б). Он был председателем полкового комитета и членом дивизионного. Отец был делегатом Второго съезда Советов, 26 октября 1917 года он в Смольном слушал историческую речь Ленина. В 1920-е годы И. К. Алфёров был назначен уполномоченным ВЧК на пограничную заставу в районе Крайска, где квартировался в доме своей будущей жены; отсюда уже молодожёны вместе переехали в Витебск.
Жорес получил имя в честь Жана Жореса. Довоенные годы провёл в Архангельске, Плесецком районе Архангельской области, Сталинграде, Новосибирске, Барнауле и Сясьстрое, куда направляли отца — к тому времени выпускника Архангельской промакадемии и инженера; мать работала библиотекарем.
Перед Великой Отечественной войной семья Алфёровых переехала в Туринск, где его отец работал директором целлюлозно-бумажного завода, и после её окончания вернулась в разрушенный войной Минск. Старший брат — Маркс Иванович Алфёров (1924—1944) — погиб на фронте.
Окончил в 1947 г. с золотой медалью среднюю школу № 42 в Минске и по совету учителя физики Якова Борисовича Мельцерзона несколько семестров отучился в Белорусском политехническом институте (ныне — БНТУ) г. Минска на энергетическом факультете, после чего поехал поступать в Ленинград, в ЛЭТИ. В 1952 году окончил факультет электронной техники Ленинградского электротехнического института имени В. И. Ульянова (Ленина) (ЛЭТИ), куда был принят без экзаменов, а потом семья переехала в Ленинград в связи с переводом отца на новое место работы.
С 1953 года работал в Физико-техническом институте имени А. Ф. Иоффе, где был младшим научным сотрудником в лаборатории В. М. Тучкевича и принимал участие в разработке первых советских транзисторов и силовых германиевых приборов. Кандидат технических наук (1961).
Свой первый патент в области гетеропереходов Алфёров получил в марте 1963 года. Гетеропереходы он исследовал вместе с Рудольфом Казариновым. Учёные добились того, что заработал полупроводниковый лазер, который теперь применяется в оптико-волоконной связи и в проигрывателях компакт-дисков. В 1969 году идеи открытия гетеропереходов начали применяться в солнечных батареях и в сфере лазерной глазной хирургии. Такая батарея была установлена в 1986 году на космической станции «Мир» и проработала на орбите весь срок эксплуатации без существенного снижения мощности. В 1970 году Алфёров защитил докторскую диссертацию, обобщив новый этап исследований гетеропереходов в полупроводниках, и получил степень доктора физико-математических наук.
Зимой 1971 года Алфёров улетел в США, где Институт Франклина присудил ему медаль Стюарта Баллантайна — за разработку гетеролазера.
В 1972 году Алфёров стал профессором, а через год — заведующим базовой кафедрой оптоэлектроники ЛЭТИ.
В 1976 году сотрудники лаборатории контактных явлений ЛФТИ под руководством Алфёрова получили премию Ленинского комсомола за получение и исследование широкозонных твёрдых растворов соединений {\displaystyle A_{3}B_{5}} и создание на их основе эффективных инжекционных источников излучения в видимой части спектра.
С начала 1990-х годов Алфёров занимался исследованием свойств наноструктур пониженной размерности: квантовых проволок и квантовых точек. С 1987 по май 2003 года — директор Петербургского ФТИ им. А. Ф. Иоффе. В 1997 года на базе сотовых передатчиков Nokia создал патент на мобильные телефоны.

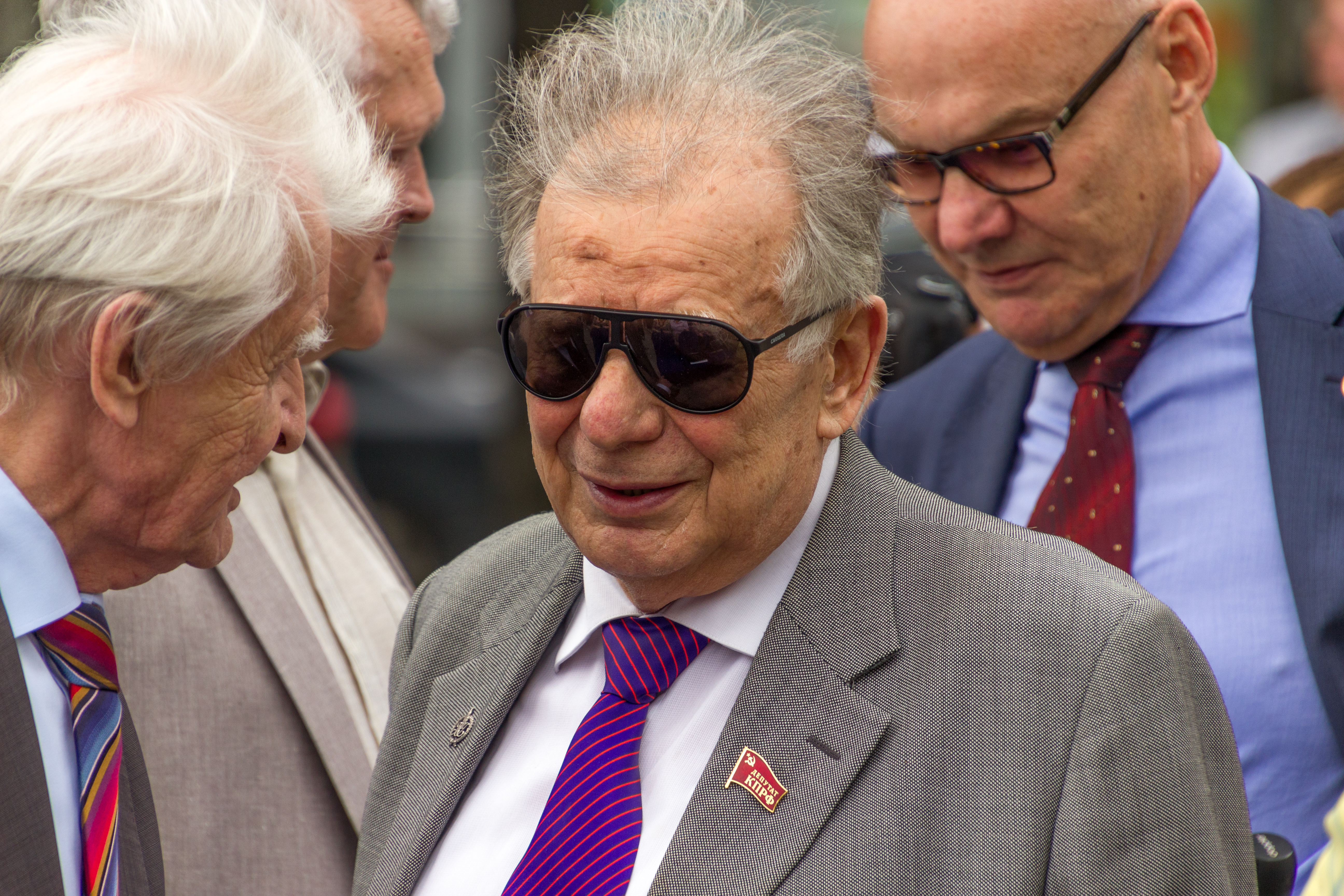
Ж. И. Алфёров на открытии памятника А. М. Прохорову в Москве

В декабре 2000 года Алфёров удостоен Нобелевской премии в области физики за разработку полупроводниковых гетероструктур, используемых в высокочастотных схемах и оптоэлектронике совместно с учёными Г. Кремером (ФРГ) и Дж. Килби (США). Разработки в области физики полупроводников, за которые Алфёрову была присуждена Нобелевская премия, лежат в основе современных IT-технологий, используются в волоконно-оптической связи и устройствах считывания компакт-дисков.
В 2003 году Алфёров оставил пост руководителя ФТИ и до 2006 года был председателем учёного совета института. Впоследствии Алфёров сохранял влияние на ФТИ и на ряд связанных с ним научных структур: НТЦ «Центр микроэлектроники и субмикронных гетероструктур», научно-образовательный комплекс (НОК) Физико-технического института и Физико-техническую школу в Санкт-Петербурге при физико-техническом лицее. С 1988 года (момента основания) декан Физико-технического факультета СПбГПУ.
В 1990—1991 годах — вице-президент АН СССР, председатель Президиума Ленинградского научного центра.
В 1990-х годах создал техническую компанию, её оборот достигал порядка 100 тысяч долларов в год.
С 2003 года — председатель Научно-образовательного комплекса «Санкт-Петербургский физико-технический научно-образовательный центр» РАН. Академик АН СССР (1979), затем РАН, почётный академик Российской академии образования. Вице-президент РАН, председатель президиума Санкт-Петербургского научного центра РАН. Главный редактор «Писем в Журнал технической физики».
Был главным редактором журнала «Физика и техника полупроводников», членом редакционной коллегии журнала «Поверхность: Физика, химия, механика», членом редакционной коллегии журнала «Наука и жизнь». Был членом правления Общества «Знание» РСФСР.
Являлся инициатором учреждения в 2002 году премии «Глобальная энергия», до 2006 года возглавлял Международный комитет по её присуждению. Считается, что присуждение этой премии самому Алфёрову в 2005 году стало одной из причин оставления им этого поста.
Является ректором-организатором нового Академического университета.
С 2001 года Президент Фонда поддержки образования и науки (Алфёровского фонда).
5 апреля 2010 года было объявлено о назначении Алфёрова научным руководителем инновационного центра в Сколково.
С 2010 года — сопредседатель Консультативного научного Совета Фонда «Сколково».
В 2013 году баллотировался на пост президента РАН и, получив 345 голосов, занял второе место.
Автор более 500 научных работ, трёх монографий и 50 изобретений.
14 ноября 2016 года Алфёров был госпитализирован в больницу Российской академии наук в Санкт-Петербурге с воспалением лёгких.
30 ноября 2018 года Жорес Иванович Алфёров попал в больницу с совещания РАН в Москве после гипертонического криза, подозрения на инсульт не подтвердились. 29 декабря 2018 года был направлен в подмосковный санаторий.
Умер 1 марта 2019 года от острой сердечно-лёгочной недостаточности. Церемония прощания прошла 5 марта в Санкт-Петербургском научном центре РАН, похоронен в тот же день на Комаровском кладбище под Петербургом.

## Политическая деятельность
- 1944 — член ВЛКСМ.
- 1965 — член КПСС.

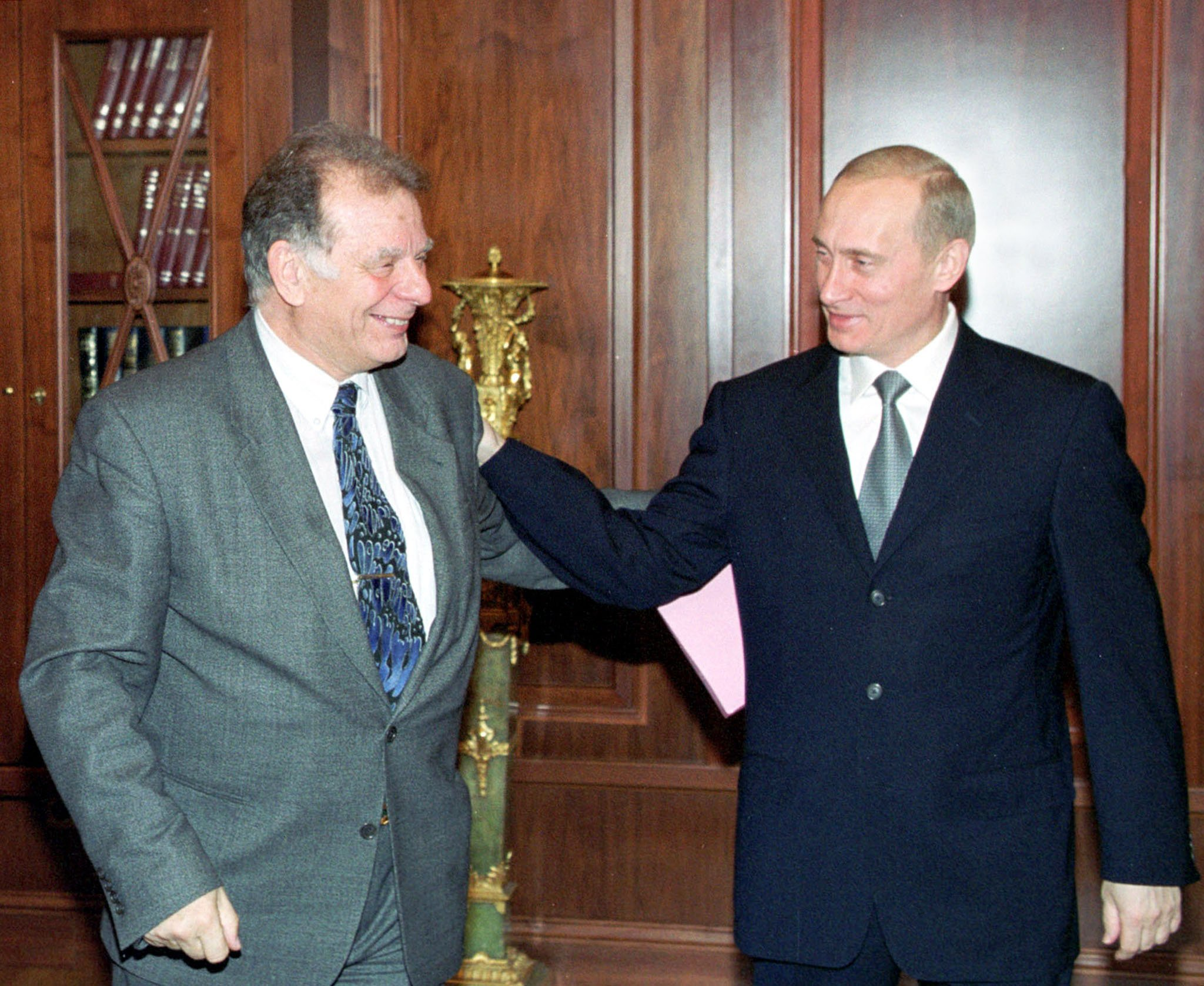
Ж. И. Алфёров и В. В. Путин

- 1989—1992 — народный депутат СССР,
- 1995—1999 — депутат Государственной думы Федерального собрания РФ 2 созыва от движения «Наш дом — Россия» (НДР), председатель подкомитета по науке Комитета по науке и образованию Госдумы, член фракции НДР, с 1998 — член депутатской группы «Народовластие».
- 1999—2003 — депутат Государственной думы Федерального собрания РФ 3 созыва от КПРФ, член фракции КПРФ, член комитета по образованию и науке.
- 2003—2007 — депутат Государственной думы Федерального собрания РФ 4 созыва от КПРФ, член фракции КПРФ, член комитета по образованию и науке.
- 2007—2011 — депутат Государственной думы Федерального собрания РФ 5 созыва от КПРФ, член фракции КПРФ, член Комитета Государственной Думы по науке и наукоёмким технологиям. Старейший депутат Государственной думы Федерального собрания РФ 5 созыва.
- 2012—2016 — депутат Государственной думы Федерального собрания РФ 6 созыва от КПРФ, член Комитета Государственной Думы по науке и наукоёмким технологиям.
- 2016—2019 — депутат Государственной думы Федерального собрания РФ 7 созыва от КПРФ. Старейший депутат Государственной думы Федерального собрания РФ 7 созыва.
  - Член комитета Госдумы по делам СНГ, евразийской интеграции и связям с соотечественниками (2016—2019)[источник не указан 2357 дней].
- Член редакционного совета радиогазеты «Слово».
- Председатель Редакционной коллегии журнала «Нанотехнологии Экология Производство»[36].
- Учредил Фонд поддержки образования и науки для поддержки талантливой учащейся молодёжи, содействия её профессиональному росту, поощрения творческой активности в проведении научных исследований в приоритетных областях науки. Первый вклад в Фонд был сделан Жоресом Алфёровым из средств Нобелевской премии.

4 октября 2010 года Алексей Кондауров и Андрей Пионтковский опубликовали на сайте Грани.Ру статью «Как нам победить клептократию», где предложили выдвинуть в президенты единого кандидата от правой и левой оппозиции от партии КПРФ. В качестве кандидатов они предложили выдвинуть кого-нибудь из российских старейшин; при этом наряду с Виктором Геращенко и Юрием Рыжовым ими была предложена и кандидатура Жореса Алфёрова.
Как и другие члены фракции КПРФ, Алфёров в 2018 г. выступил против пенсионной реформы; информация об якобы поддержке им соответствующего законопроекта во втором чтении появилась вследствие технической накладки.

## Взгляды

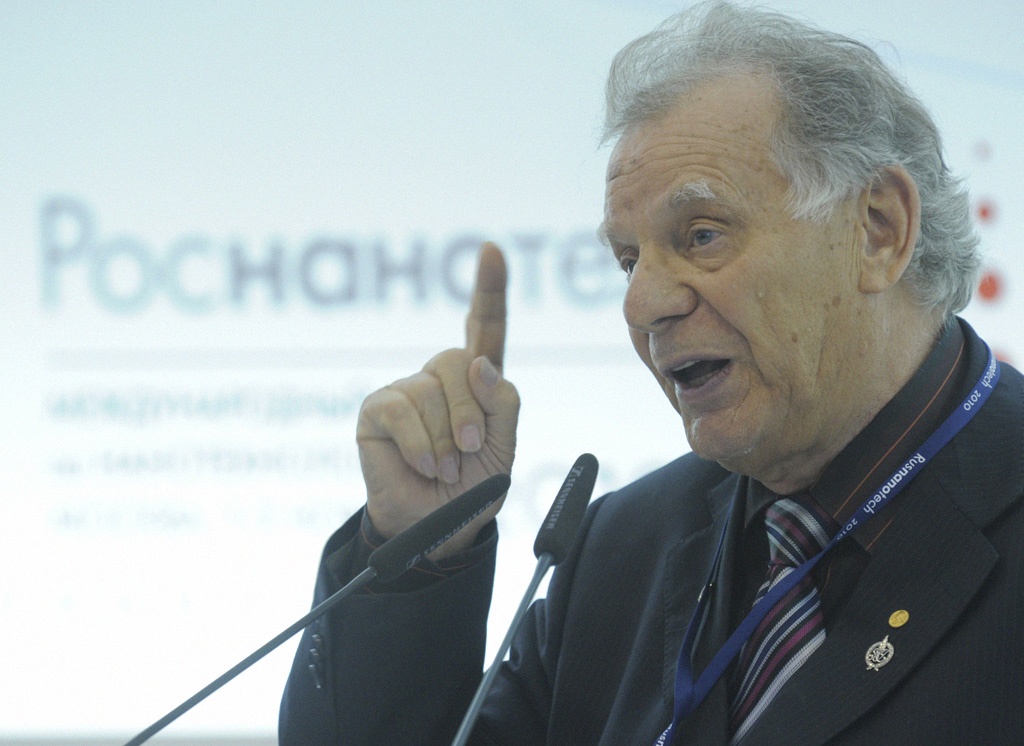
Алфёров на открытии III Международного форума по нанотехнологиям Rusnanotech 2010 в ЦВК «Экспоцентр»

- Один из авторов Открытого письма 10 академиков Президенту РФ В. В. Путину против клерикализации.
- Выступал против преподавания в школах предмета «Основы православной культуры», в то же время отмечал, что у него «очень простое и доброе отношение к Русской православной церкви» и что «православная церковь отстаивает единство славян»[39].
- В 2004 году голосовал за принятие законопроекта об установлении уголовной ответственности в случае совершения мужеложства по добровольному согласию[40].
- Продемонстрировал имеющееся в 2000-х годах социальное расслоение российского общества, взяв в руки бокал с вином и сказав: «Содержимое его принадлежит — увы! — всего-навсего десяти процентам населения. А ножка, на которой держится бокал, — это остальное население»[41].
- Обсуждая с корреспондентом газеты «Аргументы и факты» проблемы современной российской науки, заметил: «Отставание в науке — не следствие какой-либо слабости русских учёных или проявления национальной черты, а результат дурацкого реформирования страны»[42].
- В интервью в 2013 году Алфёров вспоминал: «В 1993 году я продал видеомагнитофон просто для того, чтобы купить продукты. Тогда мы смогли выжить, прежде всего, благодаря нашим международным связям»[43].
- После начавшейся в 2013 году реформы РАН Алфёров неоднократно высказывал отрицательное отношение к данному законопроекту. В обращении учёного к Президенту РФ говорилось:

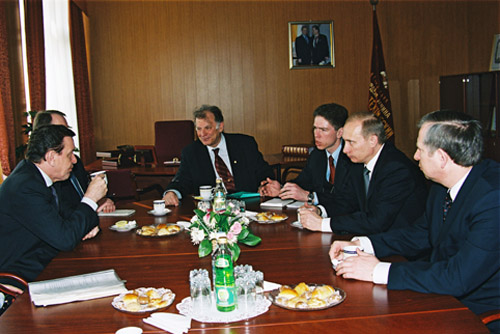
2001 год

После жесточайших реформ 1990-х годов, многое утратив, РАН тем не менее сохранила свой научный потенциал гораздо лучше, чем отраслевая наука и вузы. Противопоставление академической и вузовской науки совершенно противоестественно и может проводиться только людьми, преследующими свои и очень странные политические цели, весьма далёкие от интересов страны.

Предложенный Д. Медведевым и Д. Ливановым в пожарном порядке Закон о реорганизации РАН и других государственных академий наук и, как сейчас очевидно, поддержанный Вами, отнюдь не решает задачу повышения эффективности научных исследований. Смею утверждать, что любая реорганизация, даже значительно более разумная, чем предложенная в упомянутом Законе, не решает эту проблему.
- Позднее в ряде СМИ Алфёрова называли главным противником реформы (однако сам он не подписал заявление учёных, вошедших в Клуб «1 июля»; не выступал активно в печати, как многие сотрудники РАН; его имени нет под Обращением[45], в котором более 1000 научных работников призвали депутатов, присвоивших чужие научные результаты и некомпетентно голосовавших за реформу РАН, добровольно сложить свои полномочия).
- В 2016 году подписал письмо с призывом к Greenpeace, Организации Объединённых Наций и правительствам всего мира прекратить борьбу с генетически модифицированными организмами (ГМО)[46][47][48].
- Сторонник системы физтеха, бесплатного образования и развития электронной промышленности в России[49][50].

## Семья
Первый брак был коротким, жена была родом из Тбилиси. После развода Алфёрову пришлось распрощаться со своей квартирой в Ленинграде и перебраться в лабораторию на раскладушку. От первого брака у Алфёрова осталась дочь Ольга, сотрудница Санкт-Петербургского научного центра РАН.
Вторая жена — Тамара Георгиевна Алфёрова (Дарская) (скончалась 4 января 2023 года), дочь заслуженного артиста РСФСР Георгия Дарского из Воронежского театра музыкальной комедии. Они познакомились в Сочи в мае 1967 года, она тогда работала в НПО Энергомаш академика В. П. Глушко в Химках. Через полгода они поженились — и Тамара переехала к мужу. Свадьба состоялась в ресторане «Крыша» гостиницы «Гранд Отель Европа».
Сын — Иван Жоресович Алфёров, родился в 1972 году в Ленинграде, занимается продажей техники для лесообрабатывающей промышленности.
Приёмная дочь — Ирина, дочь второй супруги от первого брака, закончила в ЛГУ биологический факультет и работает по специальности. Живёт в США.
Старший брат, лейтенант Маркс Алфёров, ушедший на фронт в 1941 году, погиб 15 февраля 1944 года в последние дни Корсунь-Шевченковской битвы в районе украинской деревни Хильки.
Имел дачу в Комарово, которую построил на месте давно сгоревшей дачи академика, географа и биолога Льва Берга.

## Награды и премии

### Награды России
- Полный кавалер ордена «За заслуги перед Отечеством»:
  - Орден «За заслуги перед Отечеством» I степени (14 марта 2005) — за выдающиеся заслуги в развитии отечественной науки и активное участие в законотворческой деятельности[55].
  - Орден «За заслуги перед Отечеством» II степени (2000).
  - Орден «За заслуги перед Отечеством» III степени (4 июня 1999) — за большой вклад в развитие отечественной науки, подготовку высококвалифицированных кадров и в связи с 275-летием Российской академии наук[56].
  - Орден «За заслуги перед Отечеством» IV степени (15 марта 2010) — за заслуги перед государством, большой вклад в развитие отечественной науки и многолетнюю плодотворную деятельность[57].
- Орден Александра Невского (16 июля 2015) — за особые личные заслуги в развитии отечественной науки, законотворчестве, многолетнюю добросовестную работу и общественную деятельность[58].
- Почётное звание «Заслуженный энергетик Российской Федерации» (21 июня 1996) — за заслуги в области энергетики и многолетний добросовестный труд[59]
- Государственная премия Российской Федерации 2001 года в области науки и техники (5 августа 2002) за цикл работ «Фундаментальные исследования процессов формирования и свойств гетероструктур с квантовыми точками и создание лазеров на их основе»[60].
- Почётная грамота Правительства Российской Федерации (14 ноября 2011) — за многолетнюю плодотворную законотворческую деятельность[61].

### Награды СССР
Ордена
- Орден Ленина (1986).
- Орден Октябрьской Революции (14 марта 1980)[62].
- Орден Трудового Красного Знамени (1975).
- Орден «Знак Почёта» (1959).

Медали
- Ленинская премия (1972) — за фундаментальные исследования гетеропереходов в полупроводниках и создание новых приборов на их основе.
- Государственная премия СССР (1984) — за разработку изопериодических гетероструктур на основе четверных твёрдых растворов полупроводниковых соединений A3B5.

### Иностранные награды
- Орден князя Ярослава Мудрого V степени (Украина, 15 мая 2003) — за весомый личный вклад в развитие сотрудничества между Украиной и Российской Федерацией в социально-экономической и гуманитарной сферах[63].
- Орден Дружбы народов (Беларусь, 22 января 2009) — за значительный личный вклад в расширение научно-технического сотрудничества между Республикой Беларусь и Российской Федерацией, подготовку научных кадров[64].
- Орден Франциска Скорины (Беларусь, 17 мая 2001) — за большой личный вклад в развитие физической науки, организацию белорусско-российского научно-технического сотрудничества, укрепление дружбы народов Беларуси и России[65].
- Офицер ордена Почётного легиона (Франция).
- Медаль «Дружба» (Куба, 2008)[66].
- Золотая медаль имени Низами Гянджеви (Азербайджан, 2015) — за серию трудов в области фундаментальных исследований процесса формирования и свойств гетероструктур с квантовыми точками, создания на их основе новых лазеров, а также личный вклад в развитие азербайджано-российского научно-технического сотрудничества[67][68].
- Почётная грамота Совета Министров Республики Беларусь (23 марта 2000) — за большие достижения в области физики полупроводников, полупроводниковой и квантовой электроники, значительный вклад в развитие радиоэлектронной промышленности в Республике Беларусь, белорусско-российской дружбы и укрепление научно-технического сотрудничества Беларуси и России[69].
- Почётная грамота Национального собрания Республики Беларусь (4 марта 2015) — за заслуги в развитии физической науки, белорусско-российского научно-технического сотрудничества и большой вклад в укрепление межгосударственных связей[70].

### Прочие награды и звания
- Медаль Стюарта Баллантайна (Институт Франклина, США, 1971) — за теоретические и экспериментальные исследования двойных лазерных гетероструктур, благодаря которым были созданы источники лазерного излучения малых размеров, работающие в непрерывном режиме при комнатной температуре
- Хьюллет-Паккардовская премия (Европейское физическое общество, 1978) — за новые работы в области гетеропереходов.
- Золотая медаль Генриха Велкера[нем.] от Симпозиума по GaAs (1987) — за пионерские работы по теории и технологии приборов на основе соединений III—V групп и разработку инжекционных лазеров и фотодиодов.
- Премия имени Карпинского (ФРГ, 1989) — за вклад в развитие физики и техники гетероструктур[71].
- XLIX Менделеевский чтец — 19 февраля 1993 года.
- Премия имени А. Ф. Иоффе (РАН, 1996) — за цикл работ «Фотоэлектрические преобразователи солнечного излучения на основе гетероструктур».
- Почётный доктор СПбГУП с 1998 года.
- Демидовская премия (Научный Демидовский фонд, Россия, 1999).
- Золотая медаль имени А. С. Попова (РАН, 1999).
- Премия Ника Холоньяка (Оптическое общество Америки, 2000)[72].
- Нобелевская премия (Швеция, 2000) — за развитие полупроводниковых гетероструктур для высокоскоростной оптоэлектроники.
- Почётный гражданин Санкт-Петербурга (2001)[73].
- Почётный профессор МГУ имени М. В. Ломоносова (2001).
- Почётный диплом Законодательного Собрания Санкт-Петербурга (2 марта 2005) — за выдающийся личный вклад в развитие науки в Санкт-Петербурге и в связи с 75-летием со дня рождения[74].
- Премия Киото (Инамори фонд, Япония, 2001) — за успехи в создании полупроводниковых лазеров, работающих в непрерывном режиме при комнатных температурах — пионерский шаг в оптоэлектронике.
- Премия В. И. Вернадского (НАН Украины, 2001).
- Премия «Российский Национальный Олимп». Титул «Человек-легенда» (РФ, 2001).
- Золотая медаль SPIE (SPIE, 2002).
- Награда «Золотая тарелка» (Академия достижений, США, 2002).
- Почётный гражданин города Минска (Беларусь, 2002)[75].
- Звание Почётного профессора Московского Педагогического Государственного Университета (2002)[76].
- Почётный гражданин города Витебска (Беларусь, 12 сентября 2003)[77].
- Международная энергетическая премия «Глобальная энергия» (Россия, 2005).
- Награда Браћа Карић (2007)[серб.]
- Звание и медаль Почётного профессора МФТИ (2008)[78].
- Медаль «За вклад в развитие нанонауки и нанотехнологий» от ЮНЕСКО (2010)[79].
- Награда «Почётный орден РАУ». Удостоен звания «Почётный доктор Российско-Армянского (Славянского) университета» (ГОУ ВПО Российско-Армянский (Славянский) университет, Армения, 2011). Почётный Академик Академии наук Наук Молдовы.
- Премия «Скрипач на крыше» в номинации «Человек-легенда» (2012)[80].
- Международная премия Карла Боэра (2013)[81].
- Присвоено звание «Почётный профессор МИЭТ» (НИУ МИЭТ 2015)[82].
- Почётный профессор ФГБОУ ВО «Ульяновский государственный университет» (2005).
- Знак ордена святого Александра Невского «За труды и Отечество»[83].

## Увековечение памяти

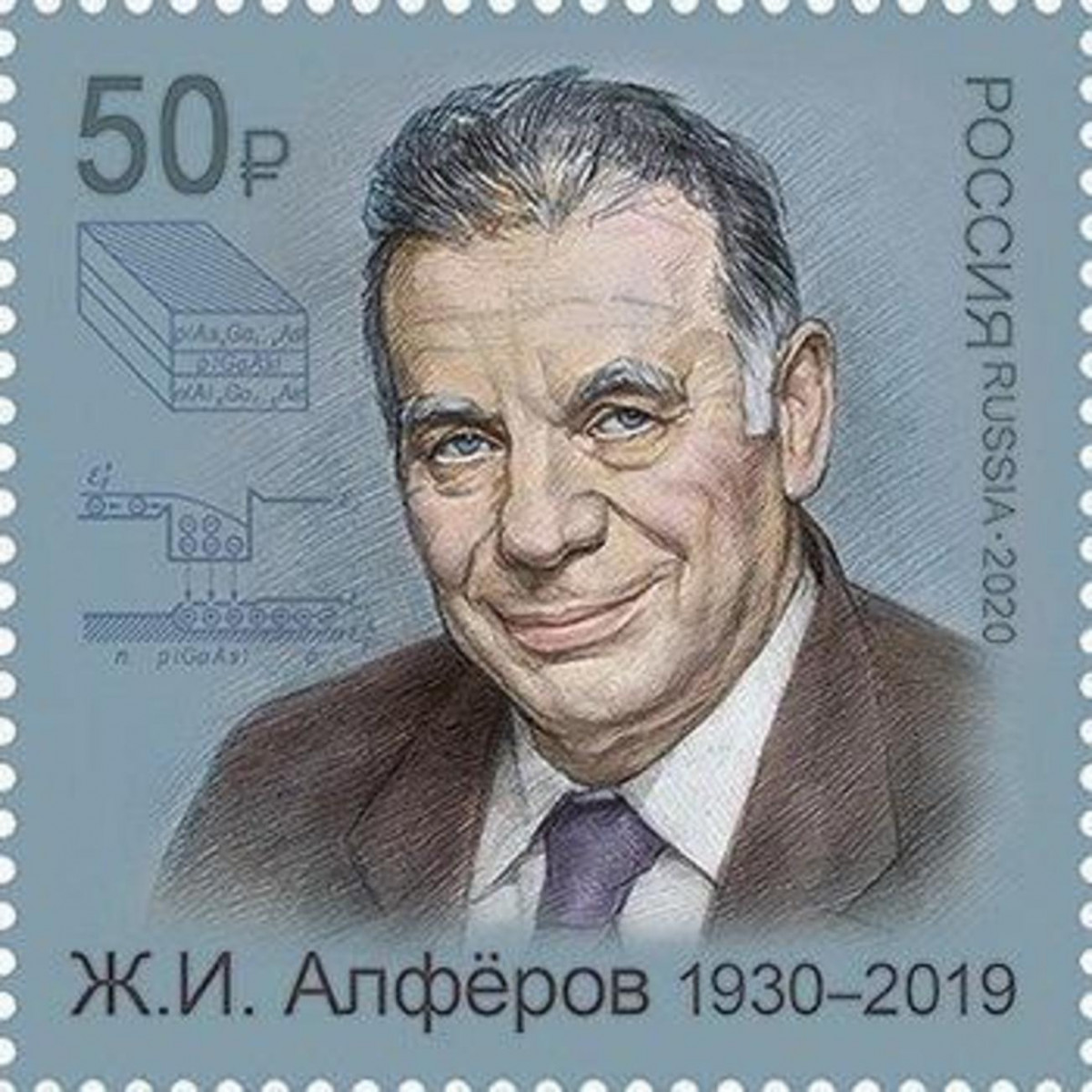
Почтовая марка России 2020 года из серии «Лауреаты Нобелевской премии» с портретом Ж. И. Алфёрова и изображением полупроводникового гетеролазера

- В отечественной (российской) маркировке светодиодов первые буквы (АЛ) — прямая производная от фамилии этого учёного, открывшего эффект, на котором они, собственно, и работают.
- Астероид (3884) Alferov, открытый 13 марта 1977 года Н. С. Черных в Крымской астрофизической обсерватории, название присвоено 22 февраля 1997 года[84].
- Имя Ж. И. Алфёрова носят гимназия № 42 города Минска[85], гимназия № 1 города Витебска[86] и средняя общеобразовательная школа № 2 города Туринска.
- 16 апреля 2019 года в Санкт-Петербурге открыли памятник Ж. И. Алфёрову работы Зураба Церетели. Памятник установлен в холле Академического университета, основанного Алфёровым[87].
- 25 апреля 2019 года в Северном (Арктическом) университете им. М. В. Ломоносова, гор. Архангельск, открыта именная аудитория Ж. И. Алфёрова[88].
- 30 августа 2019 года имя Ж. И. Алфёрова присвоено Академическому университету Санкт-Петербурга[89].
- В ноябре 2019 года имя было присвоено саду в Санкт-Петербурге, между ул. Верности и пр. Науки[90].
- 15 марта 2020 года в Санкт-Петербурге (на доме по Мичуринской улице, 1, где физик жил в 2001—2019 гг.) открыли мемориальную доску Алфёрову[91] (автор Энгель Насибулин); в этот день академику исполнилось бы 90 лет.
- В 2020 году АО «Марка» выпущена почтовая марка, посвящённая Ж. И. Алфёрову. На почтовой марке изображён портрет Алфёрова и полупроводниковый гетеролазер, на полях марочного листа — цитата и чертежи учёного. Номинал марки 50 рублей, размер 32,5×32,5 мм, тираж — 126 тыс. экземпляров[92].
- Персональные стипендии имени Ж. И. Алфёрова[93].
- Премия Правительства Санкт-Петербурга за выдающиеся научные результаты в области науки и техники: в номинации нанотехнологии — премия им. Ж. И. Алфёрова[94].
- В 2021 году в городе Витебске, где родился Жорес Иванович Алфёров, появилась улица, названная его именем[95] (в новом микрорайоне Черёмушки).
- 1 ноября 2023 года на здании ФТИ в Санкт-Петербурге, в рамках мероприятий к 105-летию Института, была открыта мемориальная доска[96].
- 29 октября 2024 года школе № 28 в городе Архангельске было присвоено имя Жореса Ивановича Алфёрова[18].

## Публикации
Книги
- Алфёров Ж. И. Физика и жизнь. — СПб.: Наука, 2001.
- Алфёров Ж. И. Власть без мозгов. Кому мешают академики. — М.: Алгоритм, 2013. — 320 с. — ISBN 978-5-4438-0521-4.

Основные статьи и патенты
- Алфёров Ж. И., Казаринов Р. Ф. Полупроводниковый лазер с электрической накачкой // Авторское свидетельство на изобретение. — № 181737. — 30 марта 1963.
- Алфёров Ж. И., Халфин В. Б., Казаринов Р. Ф. Об одной особенности инжекции в гетеропереходах // Физика твёрдого тела. — 1967. — Т. 8. — С. 3102—3105.
- Алфёров Ж. И., Гарбузов Д. З., Григорьева В. С., Жиляев Ю. В., Крадинова Л. В., Корольков В. И., Морозов Е. П., Нинуа О. А., Портной Е. Л., Прочухан В. Д., Трукан М. К. Инжекционная люминесценция эпитаксиальных гетеропереходов в системе GaP — GaAs // Физика твёрдого тела. — 1967. — Т. 9. — С. 279—282.
- Алфёров Ж. И., Андреев В. М., Корольков В. И., Третьяков Д. Н., Тучкевич В. М. Высоковольтные p—n-переходы в кристаллах Ga{\displaystyle _{x}}Al{\displaystyle _{1-x}}As // Физика и техника полупроводников. — 1967. — Т. 1. — С. 1579—1581.
- Алфёров Ж. И., Андреев В. М., Портной Е. Л., Трукан М. К. Инжекционные лазеры на основе гетеропереходов в системе AlAs — GaAs с низким порогом генерации при комнатной температуре // Физика и техника полупроводников. — 1969. — Т. 3. — С. 1328—1332.
- Алфёров Ж. И., Андреев В. М., Каган М. Б., Протасов И. И., Трофим В. Г. Солнечные преобразователи на основе гетеропереходов p-Al{\displaystyle _{x}}Ga{\displaystyle _{1-x}}As — n-GaAs // Физика и техника полупроводников. — 1970. — Т. 4. — С. 2378—2379.
- Алфёров Ж. И., Андреев В. М., Казаринов Р. Ф., Портной Е. Л., Сурис Р. А. Полупроводниковый оптический квантовый генератор // Авторское свидетельство на изобретение. — № 392875. — 19 июля 1971.
- Алфёров Ж. И., Ахмедов Ф. А., Корольков В. И., Никитин В. Г. Фототранзистор на основе гетеропереходов в системе GaAs — AlAs // Физика и техника полупроводников. — 1973. — Т. 7. — С. 1159—1163.
- Алфёров Ж. И., Гуревич С. А., Казаринов Р. Ф., Мизеров М. Н., Портной Е. Л., Сейсян Р. П., Сурис Р. А. ПКГ со сверхмалой расходимостью излучения // Физика и техника полупроводников. — 1974. — Т. 8. — С. 832—833.
- Алфёров Ж. И., Андреев В. М., Воднев А. А., Конников С. Г., Ларионов В. Р., Погребицкий К. Ю., Румянцев В. Д., Хвостиков В. П. AlGaAs-гетероструктуры с квантово-размерными слоями, полученные низкотемпературной жидкофазной эпитаксией // Письма в ЖТФ. — 1986. — Т. 12. — С. 1089—1093.
- Kirstaedter N., Ledentsov N. N., Grundmann M., Bimberg D., Ustinov V. M., Ruvimov S. S., Maximov M. V., Kop’ev P. S., Alferov Z. I., Werner P., Gösele U., Heydenreich J., Richter U. Low threshold, large {\displaystyle T_{0}} injection laser emission from (InGa)As quantum dots // Electronics Letters. — 1994. — Vol. 30. — P. 1416—1417. — ISSN 0013-5194. — doi:10.1049/el:19940939.
- Grundmann M., Christen J., Ledentsov N. N., Böhrer J., Bimberg D., Ruvimov S. S., Werner P., Richter U., Gösele U., Heydenreich J., Ustinov V. M., Egorov A. Yu., Zhukov A. E., Kop'ev P. S., Alferov Zh. I. Ultranarrow luminescence lines from single quantum dots // Physical Review Letters. — 1995. — Vol. 74. — P. 4043—4046. — doi:10.1103/PhysRevLett.74.4043.
- Алферов Ж. И., Гордеев Н. Ю., Зайцев С. В., Копьев П. С., Кочнев И. В., Комин В. В., Крестников И. Л., Леденцов Н. Н., Лунев А. В., Максимов М. В., Рувимов С. С., Сахаров А. В., Цацульников А. Ф., Шерняков Ю. М., Бимберг Д. Низкопороговый инжекционный гетеролазер на квантовых точках, полученный методом газофазной эпитаксии из металлорганических соединений // Физика и техника полупроводников. — 1996. — Т. 30. — С. 357—363.
- Алфёров Ж. И. Двойные гетероструктуры: концепция и применения в физике, электронике и технологии (Нобелевская лекция) // Успехи физических наук. — Российская академия наук, 2002. — Т. 172. — С. 1068—1086. — doi:10.3367/UFNr.0172.200209e.1068.